# (4864) Nimoy
(4864) Nimoy es un asteroide perteneciente al cinturón de asteroides, descubierto el 2 de septiembre de 1988 por Henri Debehogne desde el Observatorio de La Silla, Chile.

## Designación y nombre
Designado provisionalmente como 1988 RA5. Fue nombrado Nimoy en honor a Leonard Nimoy fue un actor, director de cine y poeta estadounidense. Conocido por su interpretación del científico oficial mitad vulcano mitad humano "Spock" en las películas originales de la serie de televisión "Star Trek" y las subsiguientes, también escribió dos autobiografías: "Yo no soy Spock" (1975) y "Yo soy Spock" (1995).

## Características orbitales
Nimoy está situado a una distancia media del Sol de 2,468 ua, pudiendo alejarse hasta 2,907 ua y acercarse hasta 2,029 ua. Su excentricidad es 0,177 y la inclinación orbital 3,618 grados. Emplea 1416 días en completar una órbita alrededor del Sol.

## Características físicas
La magnitud absoluta de Nimoy es 13,4. Tiene 11,874 km de diámetro y su albedo se estima en 0,054.